# STS-55
STS-55 — 55-й старт у рамках програми «Спейс Шаттл» і 14-й космічний політ шаттла «Колумбія», проведений 26 квітня 1993 року. Екіпаж ставив наукові експерименти в багаторазовій космічній лабораторії «Спейслеб». Місія була оплачена Німеччиною. Астронавти провели в космосі близько 10 днів і 6 травня 1993 року благополучно приземлилися на авіабазі Едвардс.

## Екіпаж

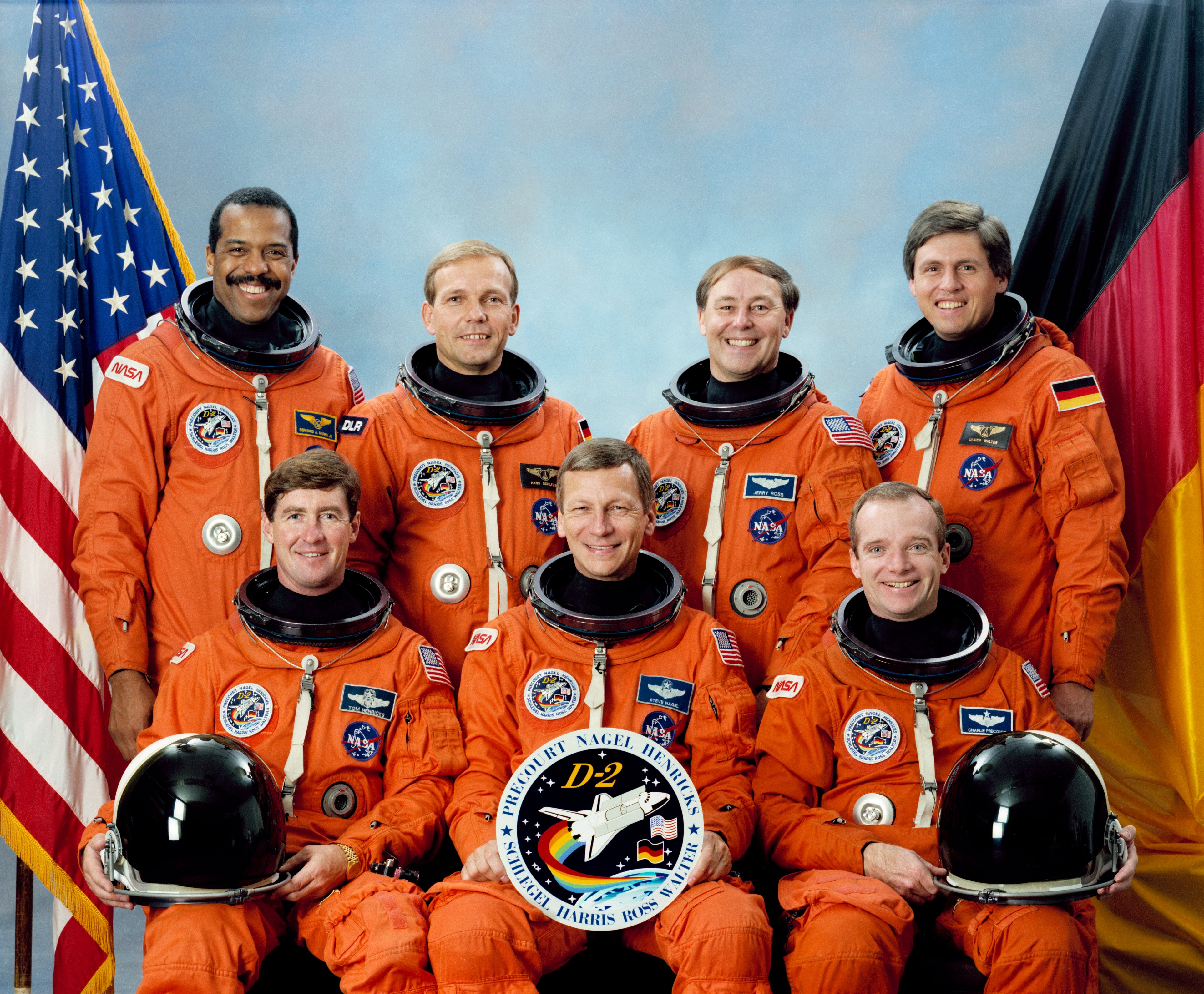
Екіпаж STS-55. Зліва направо — Сидять: Хенрікс, Нагель, Прекорт; Стоять: Харріс, Шлегель, Росс, Вальтер

- (НАСА): Стівен Нагель (4)[1] — командир;
- (НАСА): Теренс Хенрікс (2) — пілот;
- (НАСА): Джеррі Росс (4) — фахівець польоту;
- (НАСА): Чарлз Прекорт (1) — фахівець польоту;
- (НАСА): Бернард Гарріс (1) — фахівець польоту;
- (DFVLR): Ульріх Вальтер (1) —  фахівець з корисного навантаження;
- (DFVLR): Ганс Шлегель (1) — фахівець з корисного навантаження.

## Опис польоту

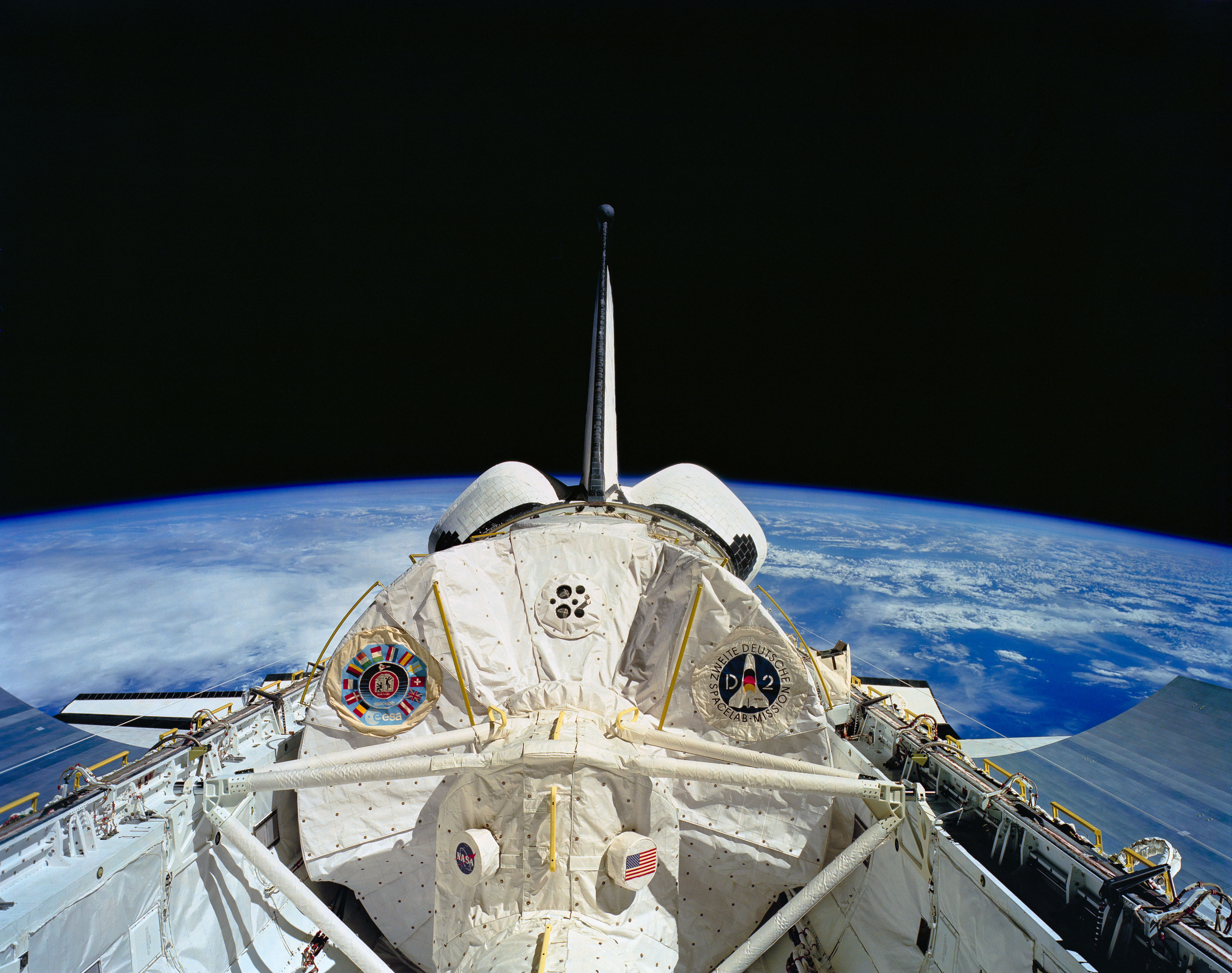
Вид на вантажний відсік Колумбії зі Спейслеб